# Sultan Agung
Sultan Agung (sv. ung: den store sultanen), eller Agoeng, död 1645, var sultan av riket Mataram på Java i nuvarande Indonesien från 1613 till sin död.
Han bedrev en expansiv utrikespolitik som ledde till att Mataram tog kontroll över mellersta och östra Java, men hans försök att erövra det nederländska Batavia (nuvarande Jakarta) år 1629 misslyckades emellertid.